# Дионисий Москов
Дионисий Москов е български възрожденски църковен деец в Източна Македония, йеромонах.

## Биография
Роден в 1834 в сярското село Горно Броди. Към 1846 година постъпва в манастира „Свети Йоан Предтеча“, където служи като монах. През 1862 година заедно с монаха Исая е изпратен от манастирската управа в Русия. Двамата се завръщат от мисията си в края 1865 година и донасят много богослужебни книги и учебници. От 1867 до 1876 заема длъжността игумен, а по-късно и проигумен на манастира. През 1868 година съдейства за въвеждането на български език в училището на село Горно Броди. Поддържа активна кореспонденция със Стефан Веркович, на когото в 1881 година дава данни за Сярска каза, които в 1889 година Веркович публикува в „Топографическо-этнографическій очеркъ Македоніи“.
През 1879 година Дионисий Москов едва се спасява от заточение. Заради пробългарската си дейност, става жертва на доносите на гръцкия владика Натанаил Серски и негови служители. Те се оплакват писмено в Патриаршията, която без да разследва случая, предлага на османските власти да бъде заточен. Предупреден за това от свой приятел, на 18 август 1879 година той напуска манастира, дни преди да бъде арестуван. Избягва в Цариград, където остава до юни 1880 година. Оттам заедно с хаджи Димко Хаджииванов заминават за Княжество България. Тук заема разни служби в Пловдив, Рилския манастир, София, Драгалевския и Бачковския манастир (до 1898 година). В 1898 година е игумен на Бачковския манастир.
Умира в София и е погребан в Централните софийски гробища.